# Ziziphus celata
Espèce
Classification phylogénétique
Statut de conservation UICN

 VU  : Vulnérable
Ziziphus celata est une espèce de plantes à fleurs du genre Ziziphus et de la famille des Rhamnaceae.